# Festival du film britannique de Dinard 2018
Le Dinard Film Festival 2018, 29e édition du festival, s'est déroulé du 26 au 30 septembre 2018.

## Déroulement et faits marquants
Le 20 juin 2018, l'équipe du festival annonce que Monica Bellucci sera présidente du jury de la 29e édition du festival.
Le 27 juillet 2018, l'équipe du festival annonce qu'Emmanuelle Bercot, Thierry Lacaze et Alex Lutz seront membres du jury de la 29e édition du festival. 
Le 31 août 2018, l'équipe du festival dévoile la programmation et annonce que Sabrina Ouazani,  Rupert Grint, Ian Hart et Kate Dickie seront aussi membres du jury. Grint et Hart ont travaillé ensemble sur la saga Harry Potter.
Le 29 septembre 2018, le palmarès est dévoilé : le film Jellyfish de James Gardner remporte le Hitchcock d'or et le prix du scénario. Le prix du public est remis à Old Boys de Toby MacDonald et le prix Coup de cœur à The Bookshop de Isabel Coixet.

## Jury

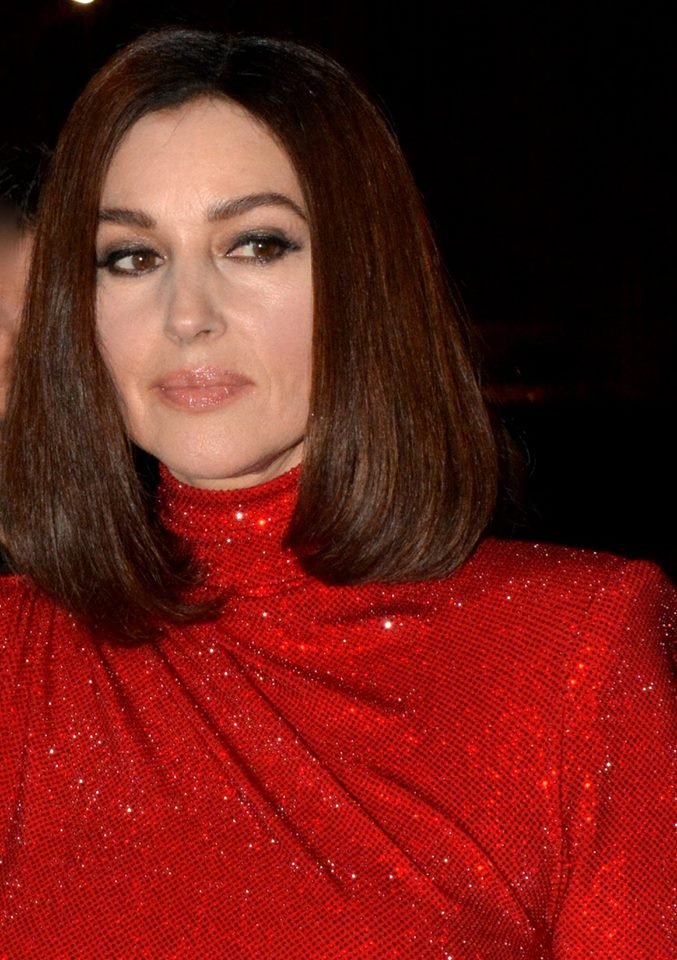
Monica Bellucci en 2018.

- Monica Bellucci (présidente du jury), actrice  Italie
- Emmanuelle Bercot, réalisatrice, actrice  France
- Thierry Lacaze, distributeur  France
- Alex Lutz, acteur, humoriste  France
- Sabrina Ouazani, actrice  France
- Rupert Grint , acteur  Royaume-Uni
- Ian Hart, acteur  Royaume-Uni
- Kate Dickie, actrice  Royaume-Uni

## Sélection

### En compétition
- Funny Cow (en) d'Adrian Shergold
- The Happy Prince de Rupert Everett
- Winterlong de David Jackson
- Jellyfish de James Gardner
- Old Boys de Toby MacDonald
- Pin Cushion de Deborah Haywood

### Hors compétition

#### En avant-première
- Outfall (10×10) de Suzi Ewing
- Le Rat Scélérat de Jeroen Jaspaert
- The Bookshop de Isabel Coixet
- Breathe d'Andy Serkis
- The Bromley Boys (en) de Steve Kelly
- La Maison biscornue (Crooked House) de Gilles Paquet-Brenner
- Dead in a Week or Your Money Back (en) de Tom Edmunds
- The Drummer and The Keeper de N. Kelly
- Eaten By Lions (en) de Jason Wingard
- Forgiven (The Forgiven) de Roland Joffé
- Irene’s Ghost d'Iain Cunningham
- Journeyman de Niall Johnson
- Men of Honor (Journey's End) de Saul Dibb
- Lucid d'Adam Morse
- Nothing Like a Dame (en) de Roger Michell
- Obey de Jamie Jones
- Scarborough (en) de Barnaby Southcombe

## Palmarès
- Hitchcock d'or : Jellyfish de James Gardner
- Prix du scénario : Jellyfish de James Gardner
- Prix du public : Old Boys de Toby MacDonald
- Prix Coup de cœur : The Bookshop de Isabel Coixet